# Ugaunija
Ugaunija (estonski: Ugandi, latinski: Ungannia, donjonjemački: Uggn) bila je povijesna grofovija i regija 
na jugoistoku Estonije.
Pretpostavlja se da je površina grofovije iznosila oko 3000 adramaa, što je bila drevna estonska mjera za površinu koja je odgovarala jednoj oranici. Glavne utvrde bile su Tarbatu (današnji Tartu) i Otepää.
Prostirala se od istočne obale Jezera Võrtsjärv do zapadne obale Čudsko-pskovskog jezera,  što odgovara  teritorijima današnjih estonskih okruga Võru, Põlva i polovicama okruga Tartua i Valge.
Prvi pisani trag Ugaunije prvi se put pojavljuje u Henrikovoj Livonskoj kronici, kao zemlja podijeljena na dva okruga: Tarbatu i Valgatabalvet.
Ugaunija je prestala postojati 1224., nakon što je Teutonski viteški red osvojio Estoniju, a kasnije je njen teritorij postao je domena biskupa od Tartua.
Tijekom 15. i 16. stoljeća naziv Ugaunija počelo se koristiti i za krajeve južno od rijeke Emajõgi.
Na latvijskom je Ugaunija - odnosno Igaunija postala naziv za cijelu Estoniju.

## Vanjske poveznice
- Ugandi na Estonskoj enciklopediji, pristupljeno 28. travnja 2022.